# Velocar

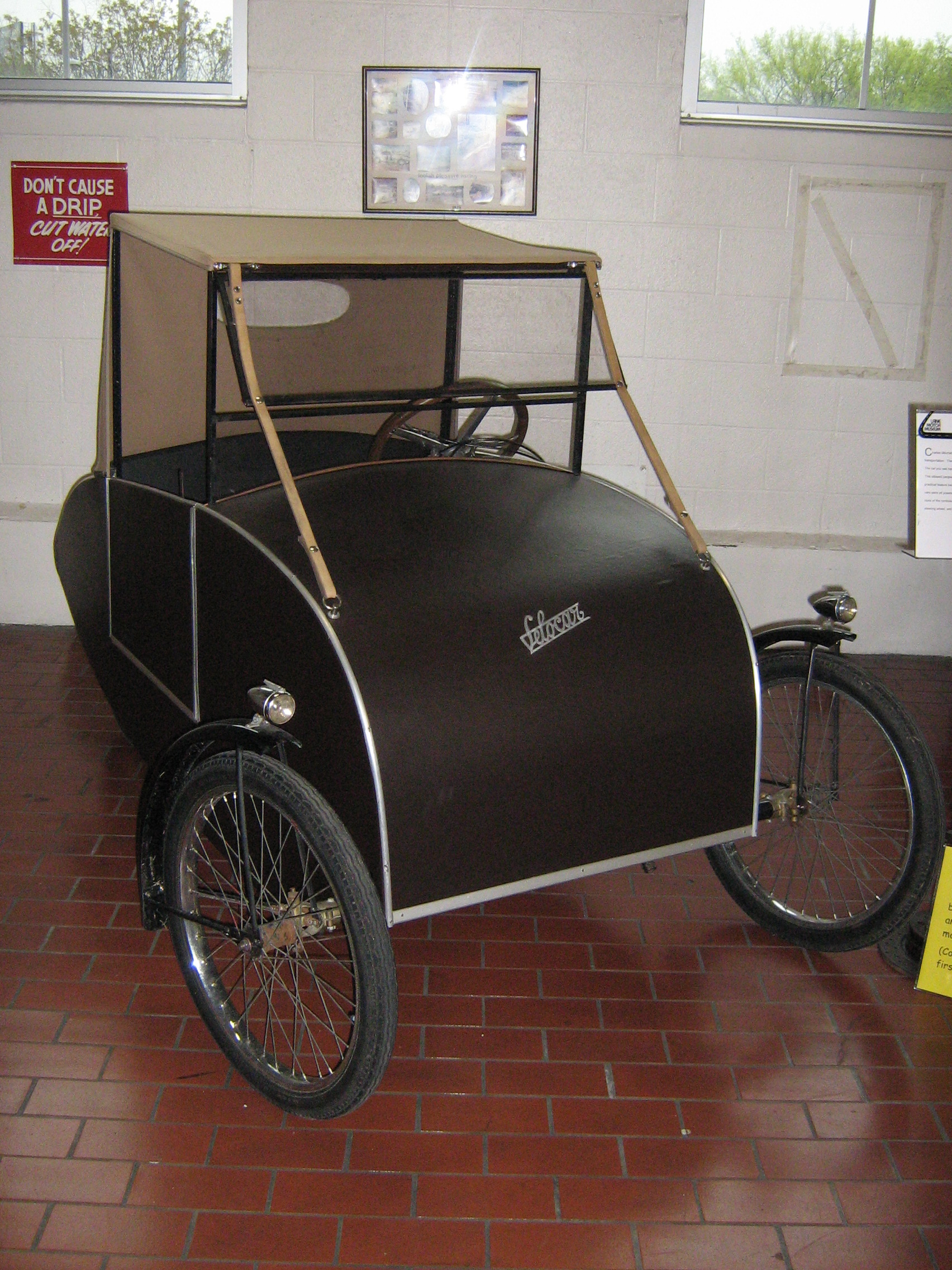
Vélocar Mochet de 1945.

Velocar (o Vélocar en francés) es el nombre dado al vehículo a propulsión humana fabricado en los años 1930 por la sociedad Mochet et Cie, empresa francesa ubicada en Puteaux, entonces departamento de la Sena (ahora Hauts-de-Seine). 
Charles Mochet fabrica entonces bicicletas, tricycles y quadricycles principalmente con dos lugares. El bastidor en tubos de acero está colocado sobre ruedas de bicicleta, y protegido por un ligero casco aerodinámico.
El nombre estuvo retomado para designar la primera bicicleta reclinada, igualmente inventada por Charles Mochet, llamada Vélo-Vélocar ; con dos ruedas, bate varios  récords en particular él de la hora, antes de estar prohibido por la Unión ciclista internacional.
Algunos ejemplares de vélocar existen todavía, especialmente uno en Arès (Gironda),.